# Barichneumonites properans
Barichneumonites properans là một loài tò vò trong họ Ichneumonidae.